# Asceua jianfeng
Asceua jianfeng is een spinnensoort in de taxonomische indeling van de mierenjagers (Zodariidae).
Het dier behoort tot het geslacht Asceua. De wetenschappelijke naam van de soort werd voor het eerst geldig gepubliceerd in 1997 door Da-xiang Song & Joo-Pil Kim.